# البروتوغونيون
البروتوغونيون Protogonoi
هم جيل الآلهة الأول 
الأصول أو الأجداد
وهم:

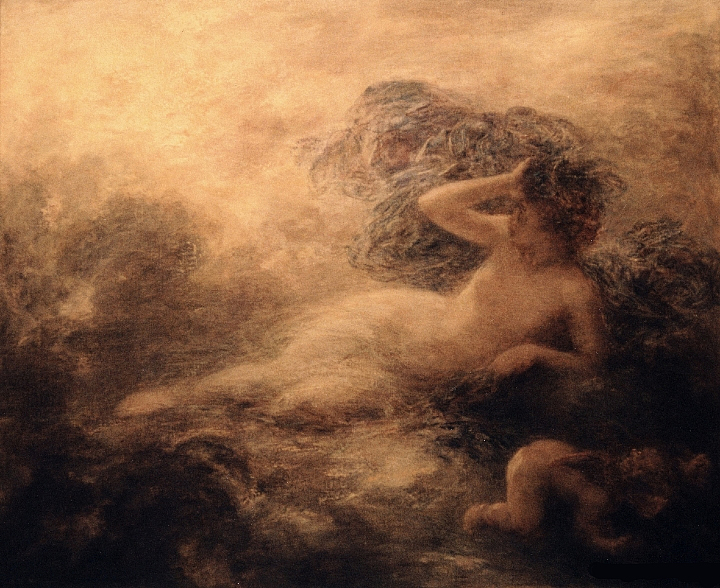

Aither أيثر، Ananke أنانكي، Chaos كاوس، Chronos خرونوس, 
Erebos ايريبوس، Eros ايروس، Gaia غايا، Hemera هميرا , 
Hydros هيدروس، Nesoi نيسوئي، Nyx نيكس، Okeanos أوكيانوس, 
Uranos أورانوس، Ourea أوريا، Phanes فانس، Phusis فوسيس, 
Pontos بونتوس، Tethys تيثيس، Thalassa ثالاسا.